# Hauptstraße 235 (Mönchengladbach)

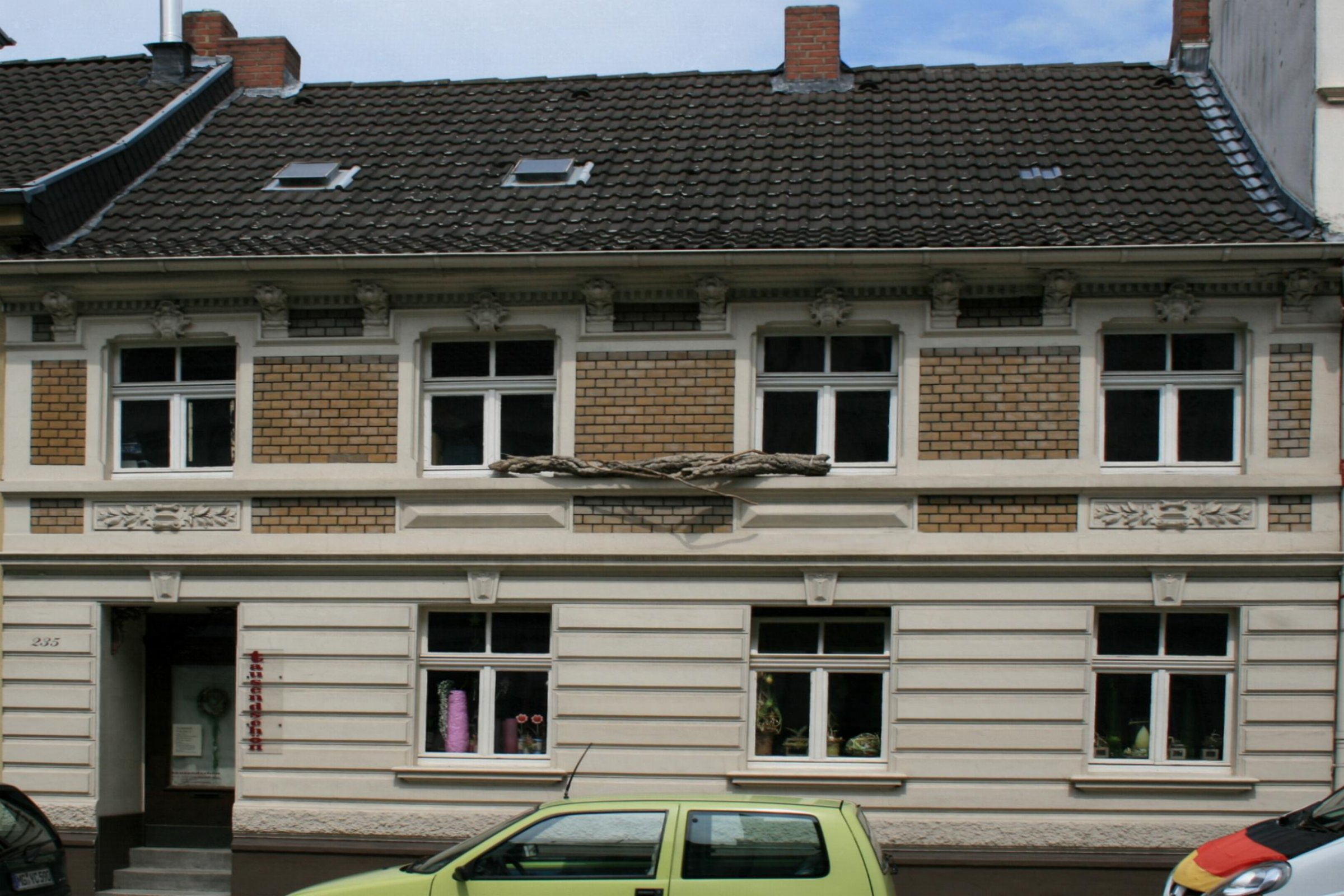
Wohnhaus (2010)

Das Wohnhaus Hauptstraße 235 steht im Stadtteil Rheydt in Mönchengladbach (Nordrhein-Westfalen).
Das Gebäude wurde um die Jahrhundertwende erbaut. Es wurde unter Nr. H 041  am 15. Dezember 1987 in die Denkmalliste der Stadt Mönchengladbach eingetragen.

## Architektur
Das Wohnhaus in der Hauptstraße 235 wurde um die Jahrhundertwende errichtet. Es ist in vier Achsen aufgeführt. Unter einem Satteldach schließt das Gebäude ab.